# Nurlan Myrzabayev
Nurlan Myrzabayev (6 de noviembre de 1992) es un deportista kazajo que compite en taekwondo. Ganó una medalla de bronce en los Juegos Asiáticos de 2018, y una medalla de bronce en el Campeonato Asiático de Taekwondo de 2022.

## Palmarés internacional
| Juegos Asiáticos    | Juegos Asiáticos          | Juegos Asiáticos  | Juegos Asiáticos |
| Año                 | Lugar                     | Medalla           | Categoría        |
| ------------------- | ------------------------- | ----------------- | ---------------- |
| 2018                | Yakarta (Indonesia)       | Medalla de bronce | –80 kg           |
| Campeonato Asiático |                           |                   |                  |
| Año                 | Lugar                     | Medalla           | Categoría        |
| 2022                | Chuncheon (Corea del Sur) | Medalla de bronce | –80 kg           |